# Tristana Moraleja Gómez
Tristana Moraleja Gómez (Lugo, 17 d'agost de 1971) és una política espanyola, diputada per La Corunya en el Congrés durant la X i XII legislatures.
És llicenciada en Ciències Econòmiques i Empresarials per la Universitat d'Alcalá d'Henares i màster en Administració Financera i Tributària per la Universitat de la Corunya. Va començar a treballar en la Junta de Galícia el 1999, on va ocupar diferents càrrecs en les conselleries de Família, Economia i Finances, Afers Socials, Política Territorial o Treball. El 2000 es va incorporar al departament econòmic i financer del Port de La Corunya fins que el 2003 va aprovar les oposicions i va tornar a l'administració autonòmica. El 2009 va ser nomenada cap territorial de la Conselleria d'Economia i Indústria de la Junta de Galícia a la província de La Corunya. El 2011 va iniciar la seva carrera política formant part de la llista del Partit Popular al municipi d'Oleiros al novembre del mateix any, va ser elegida diputada per La Corunya en el Congrés dels Diputats, on va ser reelegida el 2016. Des de 2015 és regidora a l'Ajuntament de Oleiros.